# برنامج هيتشهايكر

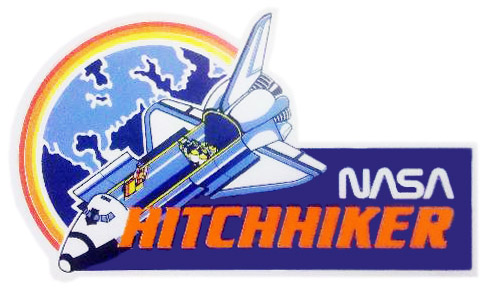
شعار برنامج هيتشهايكر

كان برنامج هيتشهايكر Hitchhiker (إتش إتش) برنامجًا تابعًا لوكالة ناسا بدأ عام 1984 تحت إدارة مركز جودارد لرحلات الفضاء (جي إس إف سي) ومركز مارشال لرحلات الفضاء (إم إس إف سي). صُمم البرنامج للسماح بإجراء تجارب تفاعلية منخفضة التكلفة وسريعة على متن مكوك الفضاء. أُلغي البرنامج بعد كارثة مكوك الفضاء كولومبيا خلال مهمة إس تي إس 107.

## تاريخ البرنامج
بدأ مشروع هيتشهايكر التابع لناسا في أوائل عام 1984. أنشِئ بهدف إضافة حمولات صغيرة على متن حجرة الحمولة الخاصة بمكوك الفضاء. خُصص برنامج هيتشهايكر للعملاء الذين تتطلب تجاربهم الفضائية خدمات طاقة أو بيانات أو قيادة.
أُطلقت حمولة هيتشهايكر الأولى على متن مهمة إس تي إس 61 سي في 12 يناير 1986. أطلق عليها اسم إتش إتش جي 1 وحُملت على جانب حجرة الحمولة، ونفذت ثلاث تجارب. أُطلقت حمولة هيتشهايكر الثانية على متن مهمة إس تي إس 39 في 28 أبريل 1991. أُطلق عليها اسم حمول سبيس تيست 1 (إس تي بّي 1) وتألفت من خمس تجارب ثُبتت على حامل يمر عبر حجرة الحمولة. بين عامي 1992 و1995، خُطط لإطلاق 12 حمولة هيتشهايكر على متن مكوك الفضاء.
سمح نظام هيتشهايكر بالاتصال الحي بين الحمولة والعملاء في مركز التحكم التابع لمركز جودارد لرحلات الفضاء، في جرينبيلت، ماريلاند. يوفر النظام أيضًا إمكانية التحكم في الطاقم/العرض، إذا لزم الأمر. أنشِئ برنامج هيتشهايكر لتوفير تفاعلات سريعة وقدرة منخفضة التكلفة لنقل حمولات صغيرة على متن حجرة مكوك الفضاء.
جنبًا إلى جنب مع برنامج غيت أواي سبيشلز Get Away Specials (جي إيه إس) التابع لناسا، طُور برنامج هيتشهايكر من قبل مشروع الحمولات الصغيرة لمكوك الفضاء (إس إس بّي بّي) التابع لمركز جودارد لرحلات الفضاء. على عكس حمولات هيتشهايكر، وُضعت حمولات جي إيه إس في عبوات فقط، ولم تتصل بالخدمات الكهربائية للمكوك، ولم تتطلب دعمًا كبيرًا منه.

## تجارب هيتشهايكر
وُضعت تجارب هيتشهايكر في عبوات أو أُرفِقت بألواح تثبيت. شملت العبوات نوعين - عبوات ذات الفتحة المزودة بمحركات والعبوات المغلقة. تمتع النوع الأول بواجهات ميكانيكية مماثلة تقريبًا لعبوات جي إيه إس واستوعبت حمولة تصل كتلتها إلى 160 باوند (72.6 كيلوجرام). سمحت هذه العبوات بتعريض الحمولة لبيئة الفضاء مباشرةً.
استوعب النوع الثاني المغلق حمولة تصل كتلتها إلى 200 باوند (90.7 كيلوجرام). احتوت هذه العبوات على غاز النيتروجين أو الهواء.
كان يمكن وضع التجارب المرفقة بألواح التثبيت على اللوح الرأسي، البالغ عرضه 25 بوصة (63.5 سنتيمتر) وطوله 39 بوصة (99.1 سنتيمتر) ويستطيع استيعاب حمولة تصل كتلتها إلى 200 باوند (90.7 كيلوجرام). تَوفر أيضًا لوح تركيب أكبر بعرض 50 بوصة (127 سنتيمتر) وطول 60 بوصة (152.4 سنتيمتر). خُصص هذا اللوح، المُركب على حامل التثبيت الجانبي، للتجارب الأكبر أو متطلبات الأجهزة. ربما احتاجت أجهزة العميل المُركبة على الألواح إلى خيارات تحكم حرارية إضافية، مثل وجود سخانات أو بطانيات.